# Nandewar Range
Nandewar Range är en bergskedja i Australien. Den ligger i delstaten New South Wales, i den sydöstra delen av landet, omkring 400 kilometer norr om delstatshuvudstaden Sydney.
Nandewar Range sträcker sig 81 km i sydostlig-nordvästlig riktning.
Topografiskt ingår följande toppar i Nandewar Range:
- Black Mountain
- Bobbiwaa Peak
- Bradys Downfall
- Brushy Mountain
- Castle Rock
- Cayaldi Mountain
- Corrunbral Borawah
- Deriah Mountain
- Doyles Peak
- Flaggy Mountain
- Gins Mountain
- Governor Mountain
- Grattai Mountain
- Lagoon Mountain
- Lowes Mountain
- Mount Abbotsmith
- Mount Byar
- Mount Capel
- Mount Coryah
- Mount Dowe
- Mount Forbes
- Mount Hook
- Mount Kapunda
- Mount Kaputar
- Mount Lawler
- Mount Lindesay
- Mount Lindsay
- Mount Mitchell
- Mount Plagyan
- Mount Waa
- Ningadhun
- Pound Mountain
- Round Mountain
- Sinclair Peak
- Snake Mountain
- Split Yard Mountain
- Square Mountain
- The Bishops Cap
- Waterloo Pinnacle
- Yulludunida

I omgivningarna runt Nandewar Range växer huvudsakligen savannskog. Trakten runt Nandewar Range är nära nog obefolkad, med mindre än två invånare per kvadratkilometer. Genomsnittlig årsnederbörd är 762 millimeter. Den regnigaste månaden är januari, med i genomsnitt 126 mm nederbörd, och den torraste är oktober, med 18 mm nederbörd.